# Göstrings och Vifolka fögderi
Göstrings och Vifolka fögderi var ett fögderi mellan åren 1720 till 1899 och bestod av Göstrings härad och Vifolka härad. Var det 7:e fögderiet i Östergötlands Län. 1900 bildade Vifolka härad tillsammans med Valkebo härad och Gullbergs härad fögderiet Vifolka, Valkebo, Gullbergs fögderi (1900-1917). 1900 bildade även Göstrings härad tillsammans med Lysings härad fögderiet Lysings och Göstrings fögderi (1900-1917).